# Зиба Ганиева
Зиба́ Паша́ кизи Гани́ева (на азербайджански: Qəniyeva Ziba Paşa qızı; 20 август 1923, Шемаха, Азербайджанска ССР или Чимкент, Казахска ССР или Гулистан, Узбекска ССР – 2010, Москва) е радист, снайперист и разузнавач от Втората световна война.
Наградена е с ордени „Червено знаме“, „Червена звезда“, медал „За отбраната на Москва“ и орден „Отечествена война“ I степен. На 7 ноември 1941 г. участва в парада на Червения площад. За периода април-май 1942 г. има на сметката си убити 21 германци. По собствените ѝ думи, за цялата война унищожава 129 вражески войници.

## Биография

### Преди войната
Зиба Ганиева е родена на 20 август 1923 г. (според някои източници – в азербайджанския град Шемаха, според проекта „Подвигът на народа“ – в казахстанския град Чимкент, а според Азербайджанската съветска енциклопедия – в узбекския град Гулистан). Бащата ѝ е азербайджанец, майка ѝ е узбекистанка. На 14-годишна възраст момичето остава сама – през 1937 г. майка ѝ е репресирана, а баща ѝ, Паша Ганиев, е принуден да изостави дъщеря си, за да спаси живота си. През същата година Зиба заминава за Ташкент, където се записва в хореографския отдел на Узбекската филхармония. През 1940 г. Зиба се премества в Москва, където постъпва в актьорския факултет на ГИТИС. Студентка в Московския държавен институт за театрално изкуство „Анатолий Луначарски“, още в първите дни на войната, тя доброволно се записва на фронта. Ганиева е насочена към краткосрочни курсове за стрелба, където научава как да използва картечница и да стреля със снайперска пушка, и се запознава с изкуството на разузнаването. На 7 ноември 1941 г., в състава на 3-та Московска комунистическа дивизия, тя участва в парада на Червения площад, непосредствено след което заминава на фронта.

### Втора световна война

#### Призив и служба
Зиба Ганиева е в Червената армия от 16 октомври 1941 г. Място на повикване – Краснопресненски РВК, Московска област, Москва, Краснопресненски район. Воюва на Ленинградския и Северозападния фронтове. Както радист в разузнавателни групи, 16 пъти преминава линията на фронта, предава по радиото и донася важна информация за врага. Смятана е за един от най-добрите снайперисти в дивизията.
През октомври 1941 г. е записана в 3-та Московска комунистическа дивизия и продължава да подобрява уменията си на снайперист. През януари 1942 г. на базата на 3-та Московска комунистическа стрелкова дивизия се формира 130-а пехотна дивизия (второ формирование). През пролетта на 1942 г., като част от дивизията, тя пристига на Северозападния фронт и се занимава с активни военни действия. Заедно с приятелката си, комсомолката Нина Соловей, Зиба Ганиева е инициатор на организацията на снайперисткото движение в дивизията. Според портала „Подвигът на народа“, от 12 април до 23 май, 1942 снайперистът-разузнавач от 151-ви отделен мотострелкови разузнавателен батальон на дивизията Зиба Ганиева, действайки в околностите на селата Чьорное, Лунево, Ожесци и Дягилево, унищожава 20 немци, включително двама офицери. Според книгата на В. С. Мурманцев, „Съветските жени във Великата отечествена война“, за кратко време тя убива 21 вражески войници. Според спомените на художника Тахир Салахов в един от разговорите им Ганиева казва: „Тахир, аз убих сто и двадесет и девет фашисти“.

#### Подвиг
На 23 май 1942 г. в битката за село Болшое Врагово, Молвотицки район на Ленинградска област, Зиба Ганиева извършва подвиг. След като получава от командването задача за водене на снайперистки огън по германския гарнизон в селото, Ганиева се премества на височина източно от Болшое Врагово. Когато в резултат на нападение на танков взвод, германците започват да се оттеглят от селото, Зиба Ганиева организира група от девет бойци и открива снайперистки огън по отстъпващия враг. Самата Ганиева, движейки се напред, стреля от коляното и застрелва шест германци. По това време група под командването на младши лейтенант Марченко вече води бой в самото село. Марченко изпраща свръзка до Ганиева с молба за подкрепа. Получавайки от командира на 528-и стрелкови полк на 130-ата дивизия майор Павлов поддръжка от още шест бойци, Зиба Ганиева с група от общо 15 души се придвижва на помощ на отряда на Марченко. По пътя към селото групата попада под автоматичен огън от руините на сграда. Зиба, заедно с още един войник, заобиколя позицията на автоматчика и го застрелва от упор. По това време започва силна минометна атака, в резултат на която Ганиева получава тежка шрапнелна рана. Но по това време нейната група вече се е съединила с отряда на Марченко и със съвместни усилия германците са изтласкани от селото.

#### Рана и болничен престой
Тежко раненият младши лейтенант Ганиева е изнесена от бойното поле от другарите си Нина Соловей, Фьодор Кирилов и Яков Коляко. Ганиева е изпратена със самолет в Москва. Тя влиза в болница, където за нея се грижи Мария Федоровна Шверник, която спасява живота ѝ. Ганиева има също и отравяне на кръвта. В продължение на единадесет месеца Мария Федоровна не напуска леглото на Зиба и когато тя се изправя на крака, плаче от щастие: „Всички жени износват дете за 9 месеца, но аз те носих 11.“ След освобождаването си от болницата, Мария Федоровна Шверник и нейния съпруг, приемникът на Михаил Калинин на поста Председател на Президиума на Върховния съвет на СССР през последните години на Сталин (1946 – 1953), Николай Михайлович Шверник, приемат азербайджанското момиче в семейството си.
За военни заслуги към отечеството, Зиба Ганиева е удостоена с ордени „Червено знаме“, „Червена звезда“ и медал „За отбраната на Москва“.

### Следвоенен период
През 1945 г. Ганиева играе ролята на персийска шахиня във филма на Наби Ганиев, „Тахир и Зухра“.
След победата, Зиб Ганиева се омъжва за азербайджанския дипломат Тофик Кадиров, който по това време работи в посолството на СССР в Турция. Ганиева и съпругът ѝ се завръщат в Москва, където по-късно двойката има син, Марат Кадиров.
Ганиева учи история, става доктор по ориенталски науки, професор и кандидат на филологическите науки. През 1955 – 1956 е ръководител на катедрата по език и литература на Бакинското висше партийно училище. От 1956 г. е научен сътрудник в Института по ориенталистика към Академията на науките на СССР.
През 1985 г., в чест на 40-а годишнина от победата във Великата отечествена война, тя е удостоена с орден „Отечествена война“, I степен.

## Награди
- Медал „За отбраната на Москва“
- Орден Червено знаме
- Орден Червена звезда
- Орден Отечествена война, I степен